# 鲁道夫·斯特雷哈伊
鲁道夫·斯特雷哈伊（捷克語：Rudolf Strechaj，1914年7月25日—1962年7月28日），捷克斯洛伐克共产党领导人之一，斯洛伐克总理，被外界视为党内保守派领导人之一。作家拉迪斯拉夫·姆尼亚奇科的作品受到了鲁道夫·斯特雷哈的人格的影响。

## 荣誉
- 共和国勋章（1955年5月7日）[3]